# Морас, Бернард Блазиус
Бернард Блазиус Морас (англ. Bernard Blasius Moras; р. 10 августа 1941, Мангалор, Британская Индия) — католический архиепископ архиепархии Бангалора.

## Биография
6 декабря 1967 года Бернард Блазиус Морас был рукоположён в священника.
30 ноября 1996 года Римский папа Иоанн Павел II назначил его ординарием епархии Белгаума. 25 февраля 1997 года рукоположение в епископа совершил кардинал Симон Игнатий Пимента.
22 июля 2004 года был назначен архиепископом архиепархии Бангалора. Назначение в архиепископа Бангалора состоялось в присутствии трёх кардиналов в обстановке повышенной безопасности, так как местные католики из народа каннара требовали назначить архиепископа из своей общины.
29 июня 2005 года Римский папа Бенедикт XVI наградил архиепископа Бернарда Блазиуса Мораса паллием.
В настоящее время архиепископ Бернард Блазиус Морас является председателем пастырской комиссии по здравоохранению Конференции католических епископов Индии.